# Никитюк Андрій Олександрович
Андрі́й Олекса́ндрович Никитю́к (нар. 16 серпня 1994) — український футболіст, півзахисник ПФК «Звягель».

## Життєпис

### Ранні роки
Вихованець аматорського клубу БРВ-ВІК (Володимир-Волинський). Із 2007 по 2011 рік провів у чемпіонаті ДЮФЛ 75 матчів, забивши 14 голів. Восени 2012 року зіграв 2 поєдинки у складі київського «Динамо» в юнацькій (U-19) першості України.

### Клубна кар'єра
Улітку 2013 року приєднався до складу луцької «Волині». 13 вересня того ж року дебютував за молодіжну (U-21) команду «хрестоносців» у виїзній зустрічі проти київського «Арсенала».
14 травня 2016 року дебютував у складі «Волині» у виїзній грі Прем'єр-ліги проти ужгородської «Говерли», замінивши на 80-й хвилині Андрія Богданова.

### Збірна
У липні 2013 року у складі студентської збірної взяв участь в Універсіаді.

## Статистика
Статистичні дані наведено станом на 10 грудня 2016 року
| Клуб     | Ліга         | Сезон   | Чемпіонат | Чемпіонат | Кубок | Кубок | U-21 | U-21 |
| Клуб     | Ліга         | Сезон   | Ігри      | Голи      | Ігри  | Голи  | Ігри | Голи |
| -------- | ------------ | ------- | --------- | --------- | ----- | ----- | ---- | ---- |
| «Волинь» | Прем'єр-ліга | 2013/14 |           |           |       |       | 17   | 1    |
| «Волинь» | Прем'єр-ліга | 2014/15 |           |           |       |       | 18   | 3    |
| «Волинь» | Прем'єр-ліга | 2015/16 | 1         | 0         |       |       | 25   | 2    |
| «Волинь» | Прем'єр-ліга | 2016/17 | 8         | 0         | 1     | 0     | 11   | 2    |

## Досягнення
- Чемпіонат України U-19
  -  Чемпіон: 2012/13[3]
- Чемпіонат України з футболу: Друга ліга
  -  Бронзовий призер: 2023/24.
- Чемпіонат Волинської області з футболу
  -  Чемпіон: 2022
- Кубок Волинської області з футболу
  -  Володар: 2020, 2021
- Суперкубок Волинської області з футболу
  -  Володар: 2021

### Футзал
- Суперліга Волині з футзалу
  - Регулярний чемпіонат
    -  Чемпіон: 2021/22

  - Абсолютний чемпіонат (Плей-офф)
    -  Чемпіон: 2021/22